# Fagrskinna
Fagrskinna findes i to afskrifter af et ældre forelæg.

## A- og B-versionen
Den ældre version kaldes B og dateres til 1220'erne. Den blev i sin samtid kaldet Noregs konungatal, og var sandsynligvis tiltænkt kong Håkon 4. Forfatteren skrev nøgternt, gav kun lidt plads til anekdoter, men citerede mange skjaldekvad, til dels andre end dem, der kendes fra Heimskringla.
Den yngre A-version er fra tidligt 1300-tal og blev utlånt til Thormod Torfæus, der blev ansat ved hoffet i 1660 som oversætter af sagatekster til latin. Det var en smuk bog, så han kaldte den Fagrskinna, "det fagre skind". Han lod sin slægtning og skriver Åsgeir Jonsson (ca 1657-1707) udføre tre afskrifter af A-versionen, som de fik lånt med til Karmøy. Den ældre B-version blev i København, men også den blev der udført tre kopier af. At der blev foretaget så mange afskrifter, var delvis for at have noget at tilbyde, hvis man ønskede at bytte håndskrifter til sig fra andre - delvis for at sikre, at teksten var nøjagtigt gengivet - og delvis for at have nem tilgang til den, uden at måtte hente originalen, der lå godt sikret i Torfæus' kælder på gården på Karmøy. Begge originaler - både A- og B-versionen - gik tabt ved Københavns brand i 1728. I dag findes teksten kun bevaret i de kopier, Torfæus besørgede udført.
Et blad af B-versionen findes i Riksarkivet. Det drejer sig om de fire første verselinjer i et af to kendte vers af kvadet Valþjófsflokkr af den islandske skjald Thorkell Skallason.
Fagrskinna gør udstrakt brug af skjaldekvad som citater for at underbygge faktagrundlaget i fortællingen. Nogle af disse kvad findes ingen andre steder og ville derfor være ukendt, hvis det ikke var for Fagrskinna - såsom dele af Haraldskvadet, der omhandler slaget i Hafrsfjord, og Eiriksmål, der er skjaldekvadet om Eirik Blodøkses fald i 954, angiveligt digtet på opfordring af dronning Gunhild. Skjalden er ukendt. Vi har kun den del af kvadet, som indgår i Fagrskinna, der det skildres, hvordan Eirik modtages af Odin i Valhal.